# Ed Broadbent

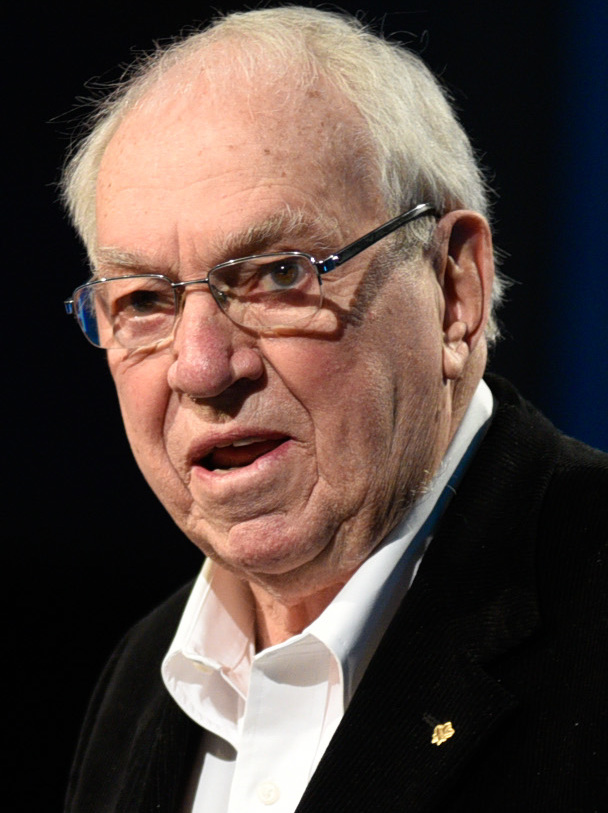
Ed Broadbent 2019

John Edward („ED“) Broadbent, CC, PC (* 21. März 1936 in Oshawa, Ontario; † 11. Januar 2024) war ein kanadischer sozialdemokratischer Politiker, Politikwissenschaftler und Vorsitzender des Broadbent Institute. Von 1975 bis 1989 war er Vorsitzender der Neuen Demokratischen Partei. 2004 kehrte er für eine weitere Amtszeit als Abgeordneter des Bundeswahlkreises Ottawa Centre ins Unterhaus zurück.

## Frühes Leben
Broadbent wurde in Oshawa, Ontario, geboren. 1961 heiratete er Yvonne Yamaoka, eine japanisch-kanadische Stadtplanerin. Ihre Familie war im Zweiten Weltkrieg von der Bundesregierung interniert worden. Sie ließen sich 1967 scheiden. Am 22. September 1988, als sich die Regierung von Brian Mulroney für die Internierung von Japanisch-Kanadiern entschuldigte, brachte Broadbent Yamaokas Erfahrungen während seiner Bemerkungen im Unterhaus zur Sprache. 1971 heiratete er Lucille Munroe. Sie starb am 17. November 2006 im Alter von 71 Jahren an Krebs. 2014 heiratete Broadbent die marxistische Historikerin und Politiktheoretikerin Ellen Meiksins Wood. Sie starb 2016 im Alter von 73 Jahren ebenfalls an Krebs.
Broadbent erhielt 1966 einen Doktor der Philosophie (PhD) in Politikwissenschaft von der University of Toronto.

## Politische Karriere
Broadbent war Professor, als er bei den Unterhauswahlen 1968 im Bundeswahlkreis Oshawa-Whitby gewann. Er besiegte einen ehemaligen Kabinettsminister der Progressiv-Konservativen, Michael Starr, mit nur 15 Stimmen Unterschied. 1971 kandidierte er für die Führung der Neuen Demokratischen Partei, um Tommy Douglas zu ersetzen. Er belegte den vierten Platz hinter David Lewis, der die Partei bis 1975 anführte. 1975 wurde Broadbent zum Vorsitzenden der Partei gewählt und besiegte Rosemary Brown im vierten Wahlgang. 

### Vorsitzender der Neue Demokratische Partei (1975–1989)
Unter Broadbents Führung stieg die Popularität der Partei stetig, mit nur einem kleinen Rückschlag im Jahr 1984. Bei den Unterhauswahlen 1979 erhöhte die Partei ihre Mandate von 17 auf 26. Neun Monate später erzwang die Niederlage des Staatshaushalts des Konservativen Premierministers Joe Clark im Unterhaus Neuwahlen. Die Unterhauswahlen von 1980 erhöhten die Mandate der Partei um weitere fünf. 1984 verlor die Partei nur ein Mandat und weniger als ein Prozent der Stimmen. 1988 war Broadbents letzte Wahl zum Parteivorsitzenden. Die Partei erhielt über 2,6 Millionen Stimmen und 43 Mandate. Die Haltung der Partei gegen das Nordamerikanische Freihandelsabkommen verschaffte ihr erhebliche Unterstützung. 
Broadbent war von 1979 bis 1989 Vizepräsident der Sozialistischen Internationale unter Präsident Willy Brandt. Nach mehr als vierzehn Jahren als Vorsitzender der NDP trat er beim Parteitag 1989 zurück. Seine Nachfolgerin wurde Audrey McLaughlin.

## Späteres Leben
Auf Einladung des NDP-Vorsitzenden Jack Layton kehrte Broadbent 2004 in die Politik zurück. Er besiegte im Bundeswahlkreis Ottawa Centre den liberalen Kandidaten Richard Mahoney, einen engen Verbündeten des kanadischen Premierministers Paul Martin. Am 4. Mai 2005 gab er bekannt, dass er sich bei den Unterhauswahlen 2006 nicht zur Wiederwahl stellen werde, damit er Zeit mit seiner an Krebs erkrankten Frau Lucille verbringen könne. Sie starb am 17. November 2006.
Im November 2008 kamen Broadbent und der frühere Premierminister Jean Chrétien aus dem Ruhestand, um bei der Aushandlung eines Koalitionsabkommens zwischen den Liberalen und der Neuen Demokratischen Partei zu helfen, mit Confidence and supply des Bloc Québécois. Die Koalition sollte die Konservative Regierung von Premierminister Stephen Harper ersetzen und wäre die erste in Kanada seit dem Ersten Weltkrieg gewesen. Die Koalitionsgespräche scheiterten jedoch und die Konservative Minderheitsregierung blieb bestehen. 
Am 17. Juni 2011 gab Broadbent die Gründung des Broadbent Institute zur Erforschung sozialdemokratischer Politik und Ideen bekannt. Am 12. September 2011 unterstützte er Brian Topp bei der Wahl zur Führung der Neuen Demokratischen Partei nach dem Tod von Jack Layton. Topp wurde Zweiter hinter Thomas Mulcair.